# HD21933
HD21933 — хімічно пекулярна зоря спектрального класу B8, що має видиму зоряну величину в смузі V приблизно 5,8.
Вона  розташована на відстані близько 355,3 світлових років від Сонця.

## Пекулярний хімічний вміст
HD21933 належить до ртутно-манганових зір й її зоряна атмосфера має підвищений вміст Hg та Mn.